# François de Lassus Saint-Geniès
Pour l’article homonyme, voir Famille de Lassus.
François de Lassus Saint-Geniès, né le 31 octobre 1883 dans le 8e arrondissement de Paris et mort au champ d'honneur le 7 juin 1940 à Noyon lors de la bataille de France, est un officier militaire et un cadre de l'Action française.

## Biographie
Il est le fils de Henri de Lassus Saint-Geniès (1851-1996) et d'Alice Boissonnet (1857-1932). Ancien élève de l'école polytechnique, il combat lors de la Première Guerre mondiale. Il se marie le 15 juillet 1914 à Auguste Caroline Alexandrine Elisabeth Picot, fille du député royaliste Ernest Picot, dans la mairie du 8e arrondissement de Paris.
Fin 1936, François de Lassus remplace l'amiral Schwerer à la tête de la Ligue d'Action française quelque temps avant son décès,,.
En 1938, il est nommé au comité directeur de l'Action française.
Lors de la bataille de France, il meurt au champ d'honneur à Noyon en commandant le 41e régiment d'artillerie de campagne en tant que lieutenant-colonel d'artillerie de réserve,. Charles Maurras lui rend hommage dans L'Action française.

## Décorations
- Officier de la Légion d'honneur par décret du 30 juin 1938[10]